# Município de Williamsboro (condado de Vance, Carolina do Norte)
O município de Williamsboro (em inglês: Williamsboro Township) é um localização localizado no  condado de Vance no estado estadounidense da Carolina do Norte. No ano 2010 tinha uma população de 3.332 habitantes.

## Geografia
O município de Williamsboro encontra-se localizado nas coordenadas 36° 25′ 45,52″ N, 78° 27′ 05,99″ O.